# 新疆维吾尔自治区人民代表大会
新疆维吾尔自治区人民代表大会（維吾爾語：شىنجاڭ ئۇيغۇر ئاپتونوم رايونلۇق خەلق قۇرۇلتىيى‎），简称新疆维吾尔自治区人大，是中华人民共和国新疆维吾尔自治区的地方国家权力机关。其常设机构为新疆维吾尔自治区人民代表大会常务委员会。